# 레드브릭
레드 브릭 대학교(Red Brick Universities)는 산업 혁명 당시 시민 의식의 향상과 실용 학문에 대한 수요의 증가로 19세기 영국 주요 산업도시에 세워진 6개 대학을 지칭하며, 모두 전신은 시민들이 자체적으로 설립했던 과학/공학 칼리지였다. 레드 브릭이란 명칭은 "붉은 벽돌"이란 의미로 대학들이 설립당시인 빅토리아 시대풍의 붉은 벽돌로 지어진 건물이 많아 붙여진 별칭이다. 지금은 모두 세계적인 명문대학으로 성장하였지만 설립 당시만 해도 기존 대학들의 시선이 좋지 못하였다. 11~13세기에 설립되어 중세 대학(Ancient Universities)이라 불리는 옥스퍼드 대학과 케임브리지 대학은 산업혁명의 영향으로 갑작스레 등장한 이들 대학을 탐탁치 않게 여겨 이들을 "벼락출세자"라는 별명으로 부르기도 하였다. 하지만 1960년대 콘크리트 빌딩과 넓은 현대식 창을 사용한 건물들로 이뤄진 일명 "평면창 대학(Plate Glass University)"이라 불리는 신설대학들의 등장과, 1992년 70여개에 달하는 공업기술학교들이 대거 종합대학으로 승격을 하면서 이러한 표현은 완전히 사라졌다.
리버풀 대학교와 버밍엄 대학교중 누가 레드 브릭 대학교의 시초인 지에 대해서는 논란이 있다. 버밍엄 대학교측은 자신들이 3년 앞서 왕실의 인가를 받았고, 붉은 Accrington 빌딩이 레드 브릭 대학교를 상징한다고 주장한다. 반면 리버풀 대학교의 주장에 따르면 소속 스페인어과 교수인 에드가 피어스가 처음으로 "레드 브릭 대학교"라는 표현을 그의 저서에서 사용하였으며, 자신들의 빅토리아풍 붉은 건물인 Alfred Waterhouse건물이 레드 브릭 대학교를 상징하는 것이라 한다.

## 시민들의 대학설립 운동
레드 브릭 대학들은:

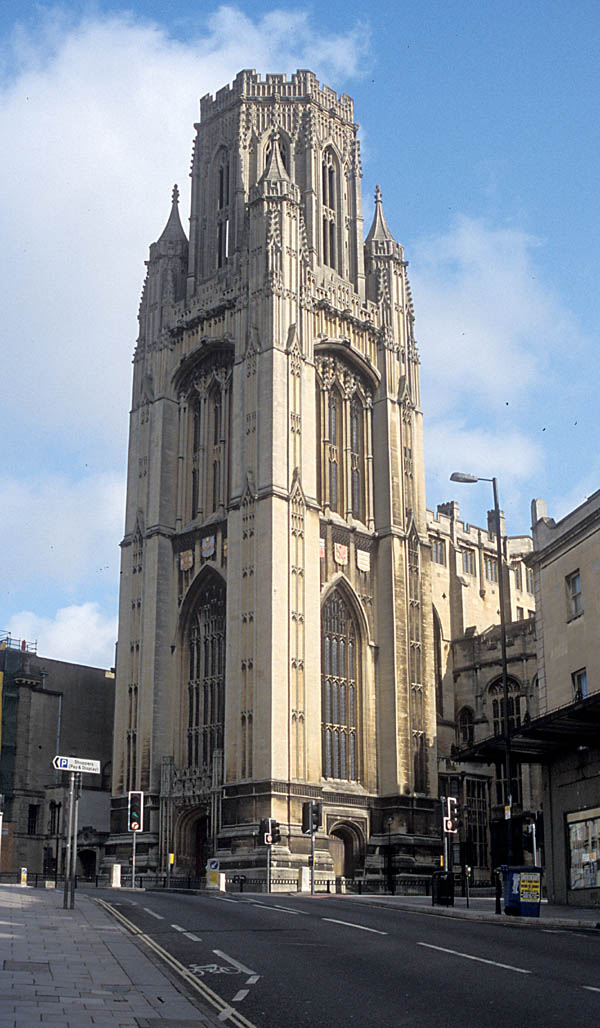
브리스틀 대학, Wills Memorial Building. 빅토리아풍의 붉은 벽돌이 아닌 고딕양식이다

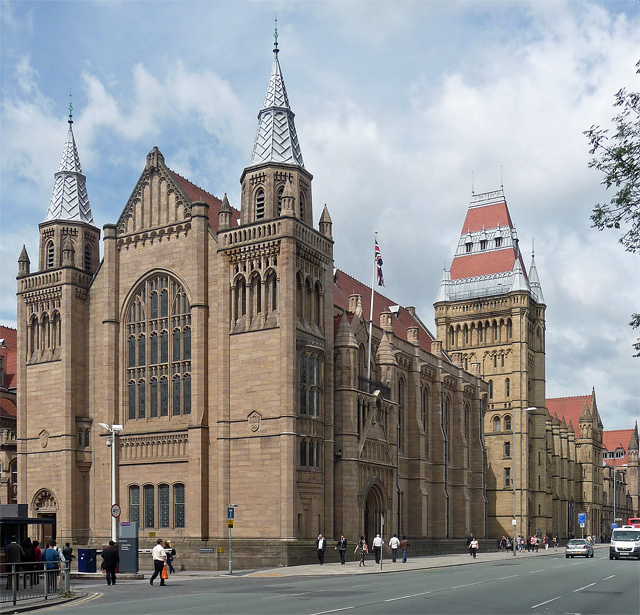
맨체스터 대학교, (Whitworth Hall).

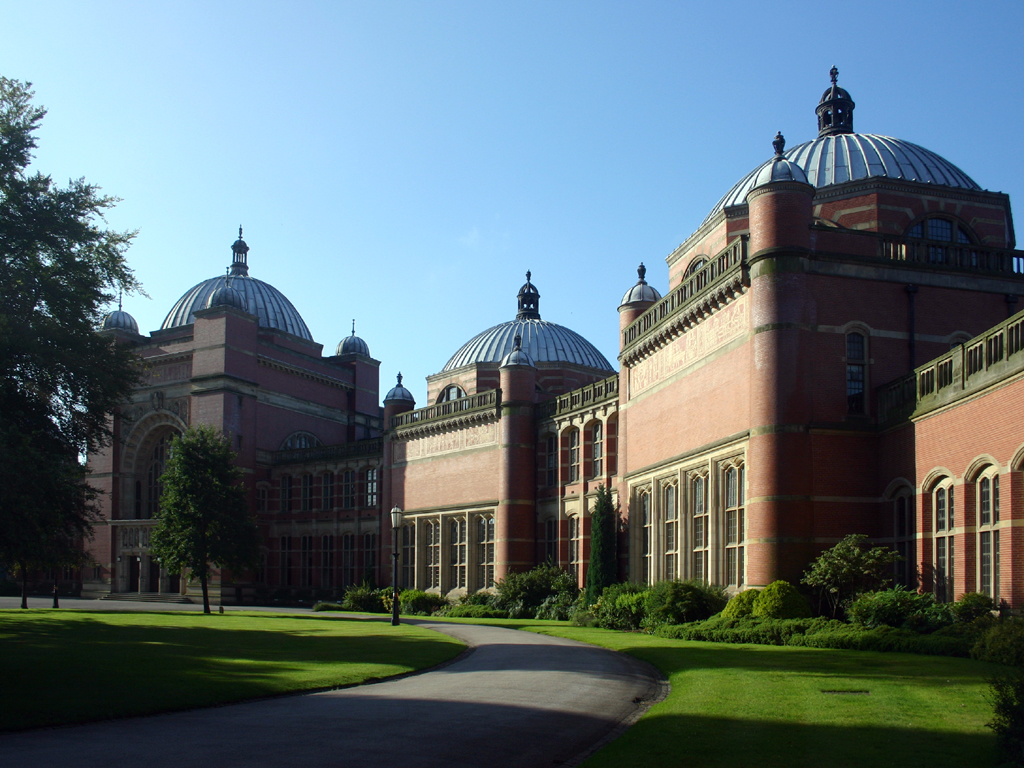
버밍엄 대학, The Aston Webb building,

- 맨체스터 대학교 - 1824년 설립. 맨체스터 과학기술 대학교, UMIST (1824년)와 맨체스터 빅토리아 대학교 (1851년) 가 2004년 병합.
- 브리스틀 대학교 - 1876년 설립. 유니버시티칼리지 브리스틀(1876년)과 브리스틀 의과대학(1833년)이 1894년 병합.
- 리버풀 대학교 - 1881년 설립. 유니버시티 칼리지 리버풀 (1881년)이 현재 리버풀대학의 전신이다.
- 버밍엄 대학교 - 1825년 설립.
- 리즈 대학교 - 1881년 설립. 유니버시티 칼리지 리버풀 (1881년)이 현재 리버풀 대학의 전신이다.
- 셰필드 대학교 - 1897년 설립. 유니버시티 칼리지 셰필드 (1897년)이 현재 셰필드 대학의 전신이다.

영국 잉글랜드지역 시민들의 대학설립운동은 19세기 주요산업도시에서 연구와 교육기관들이 설립되며 시작되었다. 1824년 세워진 맨체스터 정비학교를 기반으로 맨체스터 과학기술대학(UMIST)이 설립되며 맨체스터 대학 설립으로 나아가게 된다. 버밍엄 대학의 전신은 1825년 세워진 버밍엄 의학교이고 리즈 대학교는 1831년 세워진 리즈의학교가 전신이다. 브리스틀 대학교는 1595년 세워진 머천트 벤처러스 기술학교가 시초이지만 정식 전신은 1876년 세워진 유니버시티 칼리지, 브리스틀이다. 리즈 대학교는 1881년 세워진 유니버시티 칼리지, 리버풀이 시초이며 쉐필드 대학은 1897년 설립된 유니버시티 칼리지, 쉐필드가 전신이다.
이 대학들은 학생들의 종교나 배경을 개의치 않고 실용기술을 가르쳐, 신학과 학예를 가르치고 학생과 교직원들에게 신학시험을 요구했던 중세 대학들인 옥스퍼드/케임브리지 대학교와 구별되었다. 브리스틀 대학교의 경우에도 초기에는 이들 중세 대학들의 엘리트주의에 반하여 설립되었으나 이후 전통 학문에 집중하고 사립학교와 부유층에서 선호하는 학교가 되는등 엘리트주의 성향이 짙어져 지금은 레드 브릭 대학의 일원으로 포함되는 경우가 드물다.

## 위상

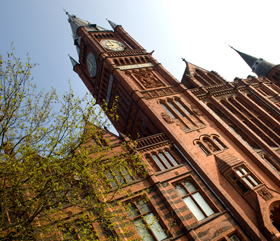
리버풀 대학교

지금은 6개 레드 브릭 대학 모두 명문대로 성장하였고 그 중 브리스틀 대학과 맨체스터 대학은 세계30위권 안에 드는 성과를 보이고 있다.

### 2010년 The Times-QS 세계대학랭킹[6]
- 브리스틀 대학교 - 27위
- 맨체스터 대학교 - 30위
- 버밍엄 대학교 - 59위
- 셰필드 대학교 - 69위
- 리즈 대학교 - 85위
- 리버풀 대학교 121위